# ويكيبيديا الكريولية الهايتية
ويكيبيديا الكريولية الهايتية (الكريولية الهايتية:Wikipedya Ayisyen) هي النسخة الكرييولية الهايتية من موسوعة ويكيبيديا.

## الإحصائيات
| عدد المستخدمين المسجلين | عدد المستخدمين النشيطين | عدد المقالات | صفحات المحتوى | عدد التعديلات | عدد الملفات المرفوعة | عدد الإداريين |
| ----------------------- | ----------------------- | ------------ | ------------- | ------------- | -------------------- | ------------- |
| 35٬177                  | 71                      | 70٬744       | 91٬737        | 863٬744       | 0                    | 2             |